# Keiner kommt klar mit mir
Keiner kommt klar mit mir ist das elfte Soloalbum des Berliner Rappers Fler, wobei er unter seinem Pseudonym Frank White auftritt. Es erschien am 6. Februar 2015 über sein eigenes Label Maskulin Music Group als Standard-, Premium- und Limited-Edition, inklusive Instrumentals, T-Shirt, Autogrammkarte und Poster.

## Inhalt
Alle Lieder des Albums sind den Genres Gangsta-Rap und Battle-Rap zuzuordnen. Fler disst dabei vor allem andere deutsche Rapper, wie Farid Bang, Kollegah, Bushido, Animus, Silla, Bass Sultan Hengzt, Blumio, MC Bogy, D-Bo und Fettes Brot, aber auch andere Prominente, wie Joko und Klaas, Micaela Schäfer, Elyas M’Barek und Marcus Staiger werden angegriffen. Außerdem kritisiert er Künstler, die auf den Gangsta-Rap-Zug aufgesprungen seien, den Bushido und er etabliert hätten. Im Song Fler vs. Frank White wechselt er zwischen seinen beiden Alter Egos und battelt sich selbst. Der Track Badewiese Pt. 2 stellt inhaltlich und musikalisch eine Fortsetzung des ersten Teils vom Album Carlo Cokxxx Nutten dar.

## Produktion
Fast das gesamte Album wurde von dem Musikproduzent Iad Aslan produziert. Lediglich der Beat des Liedes Outlaw stammt von Brisk Fingaz.

## Gastbeiträge
Der einzige Gastauftritt des Albums stammt von dem Rapper Laas Unltd., der in dem Song Fler vs. Frank White als „Ringrichter“ zu hören ist.

## Covergestaltung
Das Albumcover der Standard-Edition ist in Schwarz-weiß gehalten. Es zeigt Fler, der dem Betrachter den Rücken zudreht. Er trägt eine Collegejacke, auf der sich der weiße Schriftzug Frank White befindet. Im Hintergrund sind graue Häuserblocks zu sehen und im unteren Teil des Bildes stehen die weißen Schriftzüge Frank White und Keiner kommt klar mit mir. Auf dem Cover der Premium-Edition ist ein weißer Haufen Kokain zu sehen. Darüber bzw. darunter stehen die Wörter Frank und White, die aus diesem Koks gelegt sind, auf schwarzem Untergrund.

## Titelliste
| #  | Titel                       | Gastmusiker | Produzenten  | Länge |
| -- | --------------------------- | ----------- | ------------ | ----- |
| 1  | Intro                       |             | Iad Aslan    | 1:24  |
| 2  | Gangster Frank White        |             | Iad Aslan    | 2:50  |
| 3  | Anti alles                  |             | Iad Aslan    | 3:19  |
| 4  | Outlaw                      |             | Brisk Fingaz | 2:51  |
| 5  | Du Kek                      |             | Iad Aslan    | 3:15  |
| 6  | Der Asphalt glänzt          |             | Iad Aslan    | 3:04  |
| 7  | Das Leben ist kein Internet |             | Iad Aslan    | 3:05  |
| 8  | MC Fit Skit                 |             |              | 0:29  |
| 9  | Du bist nicht bereit dafür  |             | Iad Aslan    | 3:25  |
| 10 | Alles fake                  |             | Iad Aslan    | 3:45  |
| 11 | 1 G                         |             | Iad Aslan    | 3:12  |
| 12 | Schwanzlutscher             |             | Iad Aslan    | 3:18  |
| 13 | Ich schwöre                 |             | Iad Aslan    | 2:39  |
| 14 | Credits                     |             | Iad Aslan    | 3:40  |
| 15 | Fler vs. Frank White        | Laas Unltd. | Iad Aslan    | 3:11  |
| 16 | Real Talk                   |             | Iad Aslan    | 2:50  |
| 17 | Badewiese Pt. 2             |             | Iad Aslan    | 3:20  |
| 18 | Outro                       |             | Iad Aslan    | 6:07  |

Die Premium- und Limited-Edition enthalten zusätzlich die Instrumentals zu allen Liedern.

## Vermarktung
Im Vorfeld des Albums wurden die Lieder Du Kek, Das Leben ist kein Internet und Der Asphalt glänzt auf YouTube veröffentlicht. Anfang 2015 erschien ein knapp 19-minütiges Snippet, bevor am 18. Januar 2015 ein Musikvideo zum Song Alles fake folgte.

## Chartplatzierungen
Keiner kommt klar mit mir stieg in der 9. Kalenderwoche des Jahres 2015 auf Platz 1 in die deutschen Albumcharts ein und hielt sich vier Wochen in den Top 100. Es ist damit das erste Album des Rappers, das die Chartspitze erreichen konnte.

## Rezeption
| Professionelle Bewertungen | Professionelle Bewertungen |
| -------------------------- | -------------------------- |
| Kritiken                   |                            |
| Quelle                     | Bewertung                  |
| Juice                      | [ 4 ]                      |
| laut.de                    | [ 5 ]                      |
| Backspin                   | [ 6 ]                      |
| rappers.in                 | [ 7 ]                      |

Die Internetseite laut.de gab dem Album eine überwiegend negative Bewertung und kritisierte vor allem die schwachen Texte des Rappers:

„Statt auch nur ein einziges Mal wirklich garstig auf den Tisch zu hauen, dass es scheppert, beschränkt sich Fler darauf, gebetsmühlenartig abwechselnd seinen Vorreiter- und seinen Außenseiterstatus zu beschwören. […] Auf Technik setzt er, wie er mindestens genau so häufig wissen lässt, dabei einen dampfenden Haufen ("Mein Flow ist gangsta, bei mir gibts kein Doubletime", Silben zählen sollen andere gehen), und den nächsten auf "dein Facebook, Twitter oder Instagram", denn: "Das Leben Ist Kein Internet". So weit, so wahr. Das wars dann aber auch schon, mit dem Inhalt. Mit Absicht, versteht sich: "Es gibt keine Message bei mir, außer, dass ich dir die Fresse polier'." […] Nachdem Fler seinen Produzenten offenbar nachhaltig gezeigt hat, wie man Beats baut, blieben minimalistische Synthiekulissen übrig, die wirklich mit keinerlei Überraschungen mehr vom Hauptdarsteller in diesem Gangsterfilmchen ablenken. Nicht schlecht, aber auch kein Stück aufregend, mitreißend oder in irgend einer Form berührend.“

Die Internetseite rap.de bewertete Keiner kommt klar mit mir insgesamt positiv und hob vor allem die gelungene Produktion hervor:

„Die Energie, vor der Fler in den Interviews zum Album förmlich sprühte, kommt nicht immer ganz ungebremst rüber. Der Bereich, in dem “KKKMM” allerdings voll überzeugt, sind die Beats. Düster, bedrohlich und schnörkellos sind diese gehalten, vom Trap der “Blue Magic Era” hat Fler sich hier endgültig verabschiedet. […] Dank der hervorragenden Beatauswahl vermeidet “KKKMM” also den drohenden Absturz ins graue Mittelmaß. Vergisst man mal für einen Augenblick die glorreiche Gründerzeit des Berlin Raps, das gelobte “CCN” und Aggro Berlin, dann ist “Keiner kommt klar mit mir” einfach ein durchaus starkes Gangsta Rap-Album, das Flers Haltung als “Last Man Standing” insgesamt schlüssig auf den Punkt bringt.“

Die Internetseite MZEE.com beschrieb das Album in ihrer Kritik als durchwachsenen Versuch an alte „CCN“-Zeiten anzuknüpfen. Hinsichtlich des Sounds sei dies auch gelungen, dennoch sei das Fehlen von Frank Whites besserer Hälfte spürbar.